# StudioCanal
StudioCanal (anteriormente conocido como Le Studio Canal+, Canal Plus, Canal+ Distribution, Canal+ Production y Canal+ Image) es una productora y distribuidora de cine francesa, propiedad de Groupe Canal+.
La biblioteca de StudioCanal consiste en 6000 películas, incluidas las productoras desaparecidas EMI Films, Associated British Corporation, Estudios Ealing, y Miramax —en Europa—.

## Origen
StudioCanal es la compañía de producción, adquisición y distribución de películas, música y de programas de televisión de Groupe Canal+. La empresa fue fundada en 1988 por Pierre Lescure como un subproducto de la red de Canal+, y es propiedad de Vivendi. Fuera de Francia, StudioCanal se unió a otras empresas, por ejemplo Paramount Pictures, para la producción de películas.
Las películas más exitosas han sido Terminator 2: el juicio final que ingresó 519 millones de dólares, Basic Instinct con 352, y The Tourist con 278 millones de dólares en todo el mundo.